# Andreas Platthaus

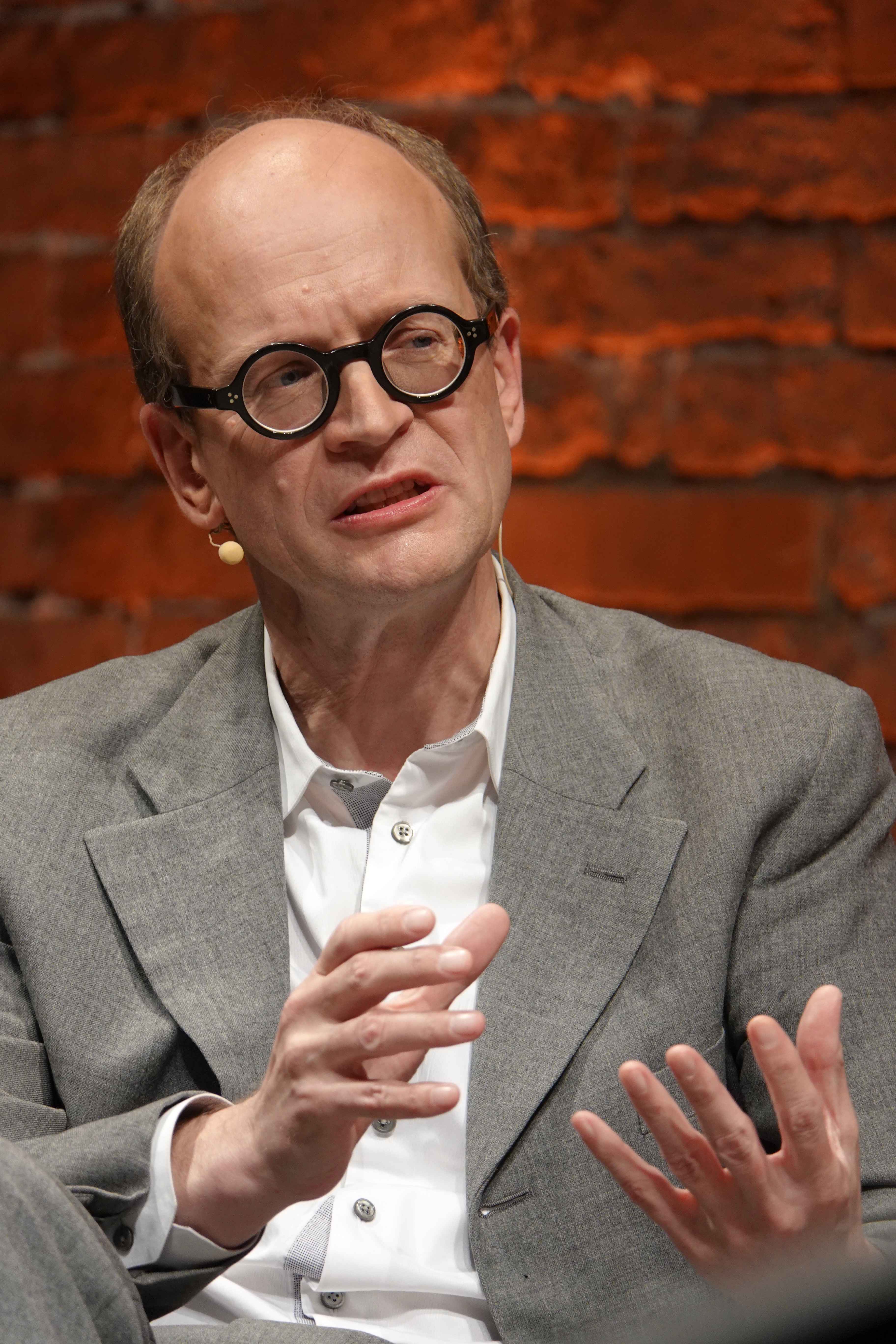
Andreas Platthaus 2024

Andreas Platthaus (* 15. Februar 1966 in Aachen) ist ein deutscher Journalist, Schriftsteller und Autor mehrerer Bücher über Comics. Seit Februar 2016 ist er Chef des Ressorts Literatur und literarisches Leben der Frankfurter Allgemeinen Zeitung.

## Leben und Wirken
Nach einer Banklehre in Köln studierte Platthaus, Sohn des Doktoringenieurs Hans-Lutz Platthaus, in Aachen Betriebswirtschaftslehre, dann in den frühen 1990er Jahren Rhetorik, Philosophie und Geschichte an der Eberhard-Karls-Universität Tübingen. Dass er in Tübingen mit Rüdiger Bubner, Manfred Frank, Otfried Höffe oder Günter Figal „ein selten großes Ensemble origineller und unabhängiger Denker als Lehrer hatte“, wurde ihm „erst nach dem Studium klar“.
Platthaus veröffentlichte Biographien über Alfred Herrhausen (2006) und Walt Disney (2001). Intensiv hat er sich auch mit der Kunst der Comics befasst; so schrieb er, bevor er 1997 Feuilletonredakteur der FAZ wurde, unter anderem für das Comic-Magazin RRAAH! und schreibt seit 2008 einen Comic-Blog in der Frankfurter Allgemeinen Zeitung. Er ist zudem seit 1995 Ehrenpräsident und seit 2007 auch Ehrenmitglied der Comic-Insider-Vereinigung D.O.N.A.L.D. und seit 2010 auch Mitglied der Jury für den Karikaturpreis der deutschen Anwaltschaft. 2013 wurde er als Juror für den Deutschen Buchpreis berufen. 2018 wurde Platthaus selbst mit einem Hessischen Kulturpreis ausgezeichnet. Im November 2020 stieß er zur Jury des Preises der Leipziger Buchmesse.
Er arbeitet als Redakteur und seit Jahren als stellvertretender Feuilletonchef bei der Frankfurter Allgemeinen Zeitung. Seit Februar 2016 ist er Chef des Ressorts Literatur und literarisches Leben.
2009 erschien sein Roman Freispiel.

## Bücher (Auswahl)

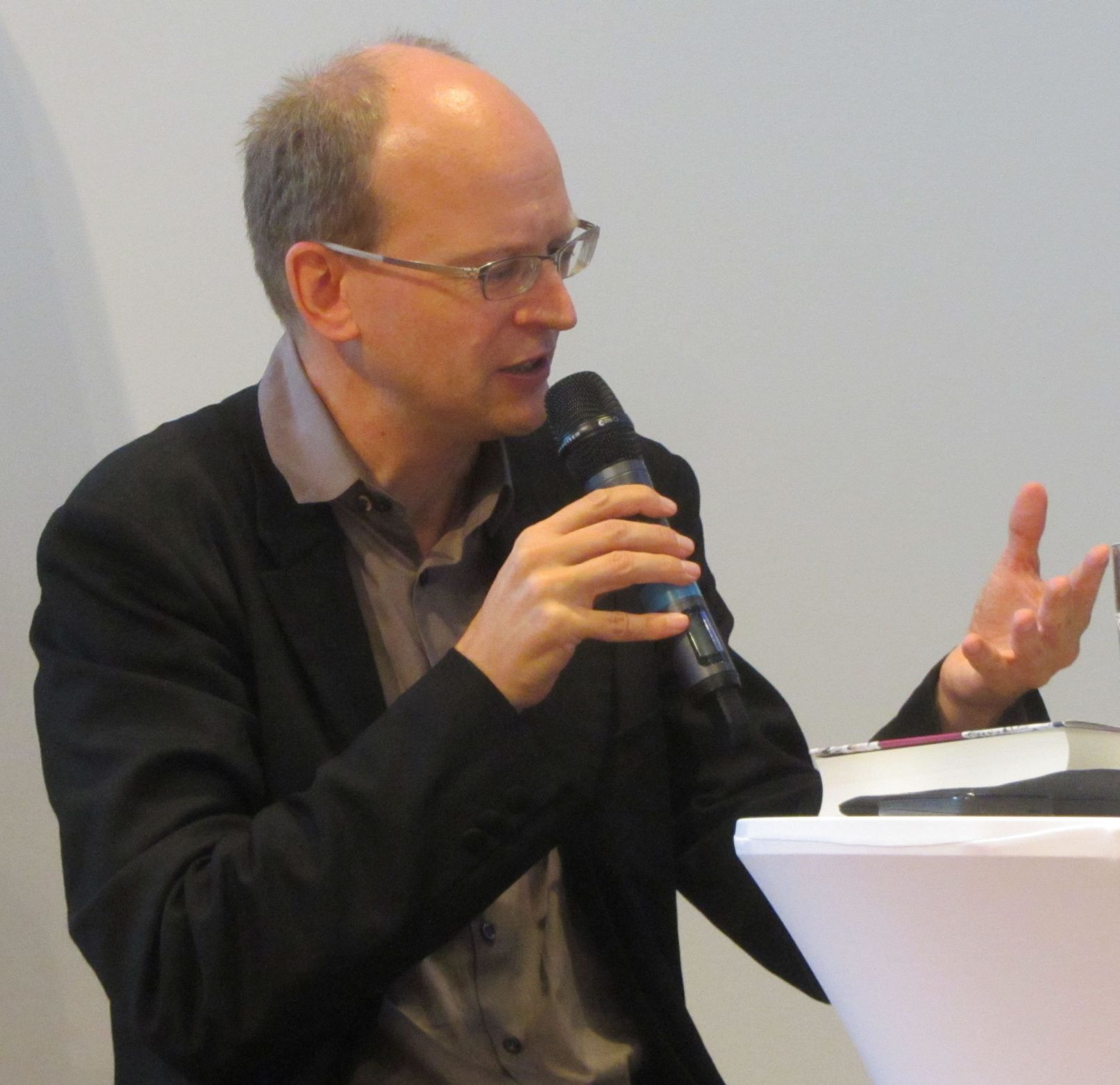
Andreas Platthaus (2014)

- Im Comic vereint. Eine Geschichte der Bildgeschichte. Alexander Fest Verlag, Berlin 1998, ISBN 3-8286-0064-6.
- Die Welt des Walt Disney. Von Mann & Maus. Henschel Verlag, 2001, ISBN 3-89487-402-3.
- Alfred Herrhausen. Eine deutsche Karriere. Rowohlt Berlin Verlag, Berlin 2006, ISBN 3-87134-532-6.
- Die 101 wichtigsten Fragen – Comics und Mangas. Beck Verlag, München 2008, ISBN 978-3-406-57361-3.
- Freispiel. Roman. Rowohlt Berlin Verlag, Berlin 2009, ISBN 978-3-87134-664-4.
- Der Bilderzyklus von Volker Reiche: Friendly Fire. Essay. B3 Verlag Edition Faust, Frankfurt am Main 2011, ISBN 978-3-938783-74-0.
- 1813: Die Völkerschlacht und das Ende der alten Welt. Rowohlt Berlin Verlag, Berlin 2013, ISBN 978-3-87134-749-8.
- Das geht ins Auge. Geschichten der Karikatur. Die Andere Bibliothek, Berlin 2016, ISBN 978-3-8477-0381-5.[7]
- 18/19: Der Krieg nach dem Krieg. Deutschland zwischen Revolution und Versailles. Rowohlt Berlin Verlag, Berlin 2018, ISBN 978-3-87134-786-3.
- Auf den Palisaden. Amerikanisches Tagebuch. Rowohlt Verlag, Berlin 2020, ISBN 978-3-7371-0095-3.

als Herausgeber
- Wilhelm Busch: Der Kuchenteig. Mit einem Essay des Hrsg. Insel Verlag, Berlin 2010, ISBN 978-3-458-19325-8 (Insel-Bücherei 1325).
- Thomas Bernhard (Text), Nicolas Mahler (Zeichnungen): Alte Meister, Komödie. Suhrkamp, Berlin 2011, ISBN 978-3-518-46293-5.
- Marcel Beyer (Text), Ulli Lust (Zeichnungen): Flughunde: Graphic Novel. Suhrkamp Verlag, Berlin 2013, ISBN 978-3-518-46426-7.
- Lyonel Feininger. Porträt eines Lebens. Rowohlt, Hamburg 2021, ISBN 978-3-644-00937-0.[8]

Zusammenarbeit
- mit Kat Menschik: Das variable Kalendarium: 366 Tage. Ein immerwährender Kalender mit Ereignissen der Weltgeschichte. DuMont, Köln 2012, ISBN 978-3-8321-9690-5.
- mit rosalie (Künstlerin), Peter Weibel (Herausgeber): rosalie: LightScapes. Hatje Cantz Verlag, Ostfildern, 2013, ISBN 978-3-7757-3746-3.
- mit Riad Sattouf: Der Araber von morgen: Eine Kindheit im Nahen Osten (1978–1984), Graphic Novel. Albrecht Knaus Verlag, München 2015, ISBN 978-3-8135-0666-2.